# Tarnówka (Borowiec)
Tarnówka – nieoficjalna część wsi Borowiec w Polsce położona w województwie mazowieckim, w powiecie piaseczyńskim, w gminie Tarczyn.
W latach 1975–1998 miejscowość administracyjnie należała do województwa warszawskiego.